# Mine de Konin
 (mars 2025).
La mine de Konin est une mine à ciel ouvert de Charbon située en Pologne.